# 미로쿠 (기업)

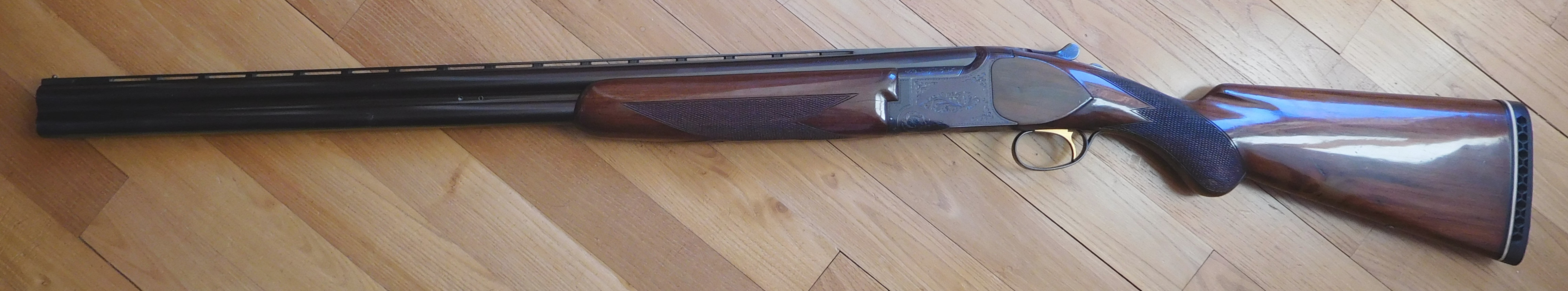
미로쿠 모델 3700

미로쿠(Miroku Corporation, 株式会社ミロク, Kabushiki Kaisha Miroku, OSE: 7983)는 고치현 난코쿠시에 위치한 일본의 화기 제조업체이다. 제품에는 브라우닝 암즈 컴퍼니를 위해 생산된 산탄총과 윈체스터 (회사)가 라이선스한 소총이 포함된다. 유럽 시장에서는 이러한 제품이 미로쿠와 브라우닝 브랜드 이름으로 판매된다.
회사의 현대 역사는 1946년 회복 중인 일본의 포경 산업을 위한 작살대 생산업체로 시작되었으며, 1951년 샌프란시스코 강화조약 이후 총기 사업으로 사업을 확장했다.
미국의 찰스 달리 파이어암스(Charles Daly Firearms)는 1960년대부터 1970년대 초반까지 미로쿠 오버/언더 산탄총을 수입했다. 그 후 미로쿠는 브라우닝의 오버/언더 모델에 대한 새로운 판매점을 찾았으며 달리가 수입한 후기 모델과 초기 브라우닝 시토리 타입 1 모델의 유사점을 설명했다. 이는 1977년 FN과 미로쿠가 브라우닝스 주식을 공동 매입한 것과도 일치한다.
미로쿠는 1962년부터 1968년 사이에 몇 가지 다른 권총 모델을 제조했지만 널리 유통되지는 않았다. 가장 일반적인 것 중에는 "리버티 치프"(Liberty Chief) 모델인 .38 구경 리볼버가 있다. 이것들은 미로쿠 ML22라는 이름으로 .22 레버 액션 소총인 브라우닝 BL22의 복제품을 짧게나마 제조했다. 이 모델은 저렴한 가격과 15발의 높은 탄창 용량으로 인해 호주 토끼 사냥꾼들에게 인기가 있었다.
브라우닝을 위해 제조된 미로쿠의 총은 브라우닝 브랜드의 총이 부족하거나 구할 수 없는 시장에서 판매된다. 미로쿠는 또한 올린 코퍼레이션과 브라우닝 암즈 컴퍼니의 라이선스를 받아 윈체스터의 유명한 레버 액션 및 폴링 블록 액션 소총을 생산한다.
회사의 주력 제품인 MK38 Teague는 브라우닝 및 베레타 제품 라인의 산탄총과 관련된 백보어 배럴 및 확장 초크와 같은 기능을 갖추고 있다. 미로쿠 제품은 일반적으로 뛰어난 핏과 마감으로 인해 사격자들에게 좋은 평가를 받고 있다.